# Bindestue
Bindestue (også strikkestue) var i gamle dage betegnelsen for den skik at samles i en stue for at strikke i fællesskab.
I Bindeegnene bestod den skik, som gik af brug i slutningen af 1800-tallet, at flere familier eller rettere ugifte individer af flere huse samledes om vinteraftener på eet sted, 10, 12 og flere i tallet, til såkaldte bindestuer.
De tog alle sæde omkring et bord. Af enhvers uldnøgle udmåltes nu lige mange favne, alt i forhold til tiden, de forud havde bestemt at være samlede; garnet blev lagt (i en "rinkning") på bordet, men enderne kastedes over en krog, som binderne havde fastsyet oven for det venstre armhul (eller en krog i loftet).
Ved skinnet af en lampe, som hang fra loftet midt over bordet, og under eventyr og sang af de mest begavede eller under samtaler om dagens og egnens begivenheder bandt (dvs strikkede) man nu ivrig helt til midnat og nogle gange længere.
Bindestuen har haft betydning ved i lange tider at bevare erindringen om gamle sagn, sange m. m. De er forevigede ved Steen Steensen Blichers berømte novelle E Bindstouw fra 1842.